# Empresa Nacional de Petróleos
La Empresa Nacional de Petróleos (ENPETROL) fue una empresa española de control estatal que estaba a cargo de la fabricación de hidrocarburos y lubricantes. Nacida en el contexto que siguió a la crisis energética de 1973, en su época ENPETROL llegó a ser una de las principales empresas productoras de petróleo en España y controló una red de refinerías por todo el territorio español. En 1987 a partir de sus activos e instalaciones se creó Repsol. 

## Historia
La Empresa Nacional de Petróleos nació en 1974 a partir de la fusión de las estatales ENCASO, ENTASA y REPESA, que aportaron sus activos e instalaciones petroquímicas. En el momento de su creación fue la principal empresa española en volumen de ventas. Poseía una red compuesta por tres refinerías de petróleo en territorio nacional: Escombreras, Puertollano y Tarragona. Originalmente ENPETROL estaba controlada por el Instituto Nacional de Industria en un 71%, contando así mismo con la participación en su capital de empresas privadas como la norteamericana Chevron o la española Unión Explosivos Río Tinto (ERT). Las instalaciones del complejo petroquímico de Tarragona, cuya construcción se había iniciado en 1973 por iniciativa de ENTASA, no entrarían en servicio hasta 1976. 
En 1981 se decretó la integración de la empresa en el Instituto Nacional de Hidrocarburos (INH), que agrupaba a otras sociedades estatales del sector energético. Esta medida se enmarcó en la respuesta del gobierno para atajar las consecuencias de la segunda crisis del petróleo. Para esa época ENPETROL disponía de una plantilla de 5.837 trabajadores, tres refinerías y una flota propia compuesta por seis buques. También controlaba cuatro sociedades filiales de carácter petroquímico (Alcudia, Calatrava, Paular, Montoro) que actuaban en Puertollano y Tarragona. Dentro del proceso de reorganización que vivió el sector de la industria petrolífera española, en 1985 se acordó la absorción de la Compañía Ibérica Refinadora de Petróleos (PETROLIBER) por parte de ENPETROL. La empresa nacional acabaría sirviendo de base para la creación de una nueva sociedad, Repsol Petróleo, una filial del grupo Repsol que se constituyó en 1987 a partir de los activos que controlaba el INH.